# キールスペ
キールスペ (ドイツ語: Kierspe, ドイツ語発音: [ˈkiːɐ̯spə]は、ドイツ連邦共和国ノルトライン＝ヴェストファーレン州アルンスベルク行政管区のメルキッシャー郡に属す市である。本市はザウアーラント西部に位置している。

## 地理

### 位置
キールスペは、ヴェストファーレン南西部の、ベルギシェス・ラントとザウアーラントとの境界に面した街である。連邦道 B54号線、B237号線、州道 L528号線に沿って長く伸びた配置と地形上の条件により、街の中心部にアクセスしにくい状況にある。
キールスペの高度は平均海抜 370 m 付近であるが、部分的に大きな高低差がある。最高地点は北の市境に位置する海抜 553 m 地点、最低地点はフォルメタールの海抜 280 m の地点である。
キールスペはエッベ山地の西端に位置しており、市域の南部はベルギシェス・ラント自然公園に接する。市域西部のレンザール付近は、自然区域の区分上はベルギッシェ台地のヴィッパークヴェル地域に属す。市域の中部から東部はメルキシェス・オーバーラントのキールスペ盆地である。市域最西端の、レンザールとケルスペタール堰との間の地域はベーヴァー＝リューデンシャイト＝ケルスペ・リュッケンラントである。この尾根の北部はハルヴァー＝リューデンシャイダー高地に属す。市域の東端では、エッベ山地のグリージングリュッケンが多くの土地を占める。かつて独立した町村であったレンザールの北部は、一部がキールスペの市域に含まれるケルスペタール堰がハルヴァーとの市境をなしている。ヴェーエ川はヘーレン地区とフリードリヒスタール地区の東部の、マイネルツハーゲンとの市境となっている。飲用水の採取は主に、主要河川のケルスペ川や、アントレンバッハ川やエルレンバッハ川といった小さな川のダムから行われている。市域の北部にあるユーバッハタール堰も飲料水の採取に用いられている。マイネルツハーゲンから市域の南東部に流れ込んだフォルメ川は市の北部を流れ、ラダーミューレ地区のわずかに下流側で北に向かって市域を離れる。レンザール川とリンゲーゼ川は市域の南部を流れている。

### 土地利用
市の総面積 7,191 ha のうち、776 ha (10.8 %) が住宅および交通用地、3,448 ha (47.9 %) が森林、2,862 ha (39.8 %) が農業用地で、水域およびその他の用地は 106 ha (1.4 %) である。

### 隣接する市町村
キールスペは、北西はハルヴァー、北はリューデンシャイト、東はマイネルツハーゲンと境を接している。これらの市はいずれもメルキッシャー郡に属している。南はマリエンハイデ、南西はヴィッパーフュルトで、ともにオーバーベルギッシャー郡に属している。

### 市の構成
本市には行政上の地区は存在しない。
キールスペは、自然環境上、マルガレーテン教会周辺の旧中心部である「ドルフ」、レンザールおよびフォルメタールに位置する地区「バーンホーフ」に分けられる。鉄道沿いの集落がつながることで、新たな地区が形成されている。

## 歴史

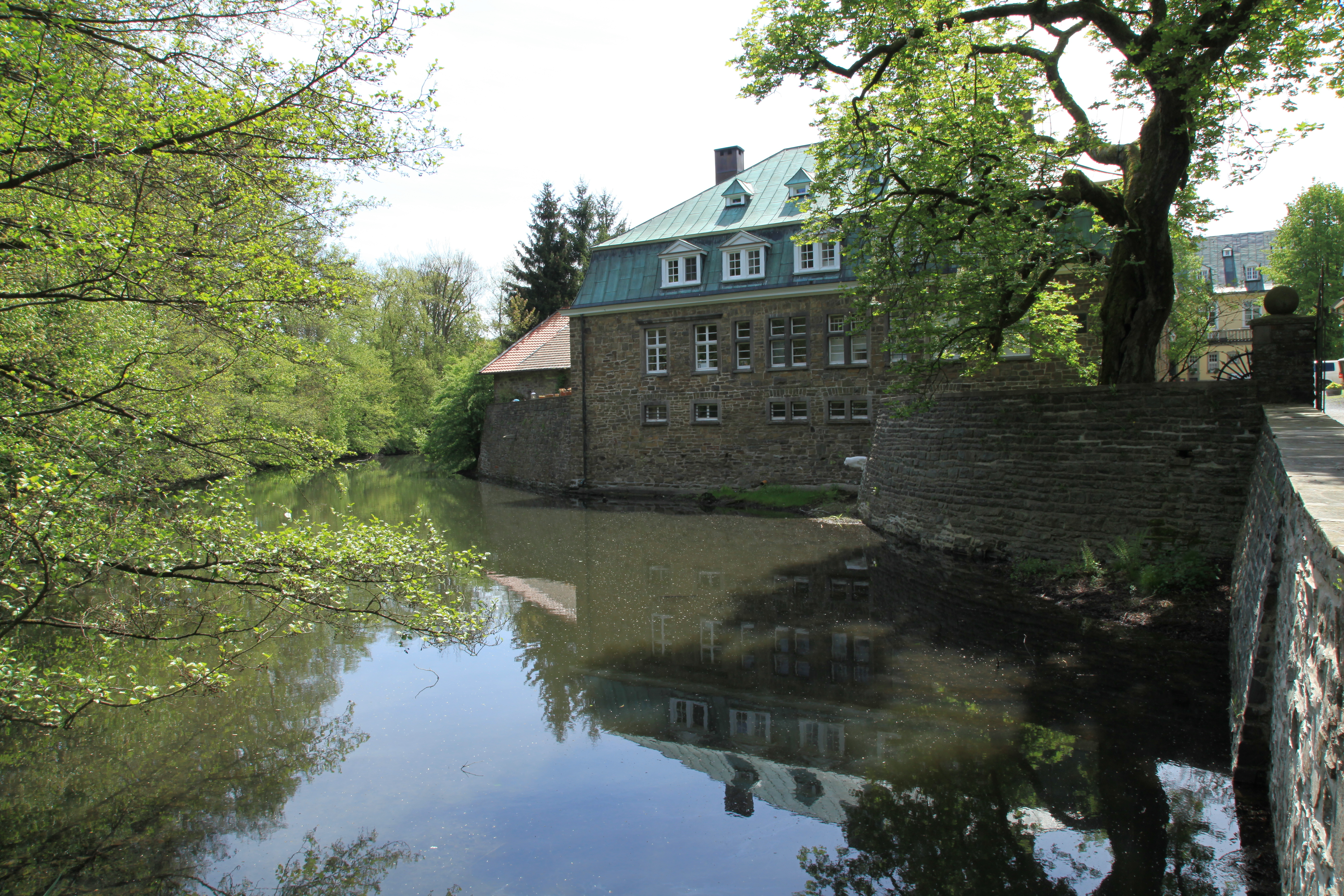
ラーデ領主館

キールスペという地名は、ルール川沿いのヴェルデン修道院の文書中、900年から1130年までの間に初めて記録されている。ラーデ館の最初の記録は991年にまで遡る。ケルン大司教ヘリベルトがラーデ領主館を獲得したという記録である。彼は1003年にこの領主館をベネディクト修道会のドイツ修道院に寄贈した。
レンザールのゼルヴァーティウス教会は1260年に、おそらく先行する教会堂があった場所に建設された。1330年に村の中心にあった教会が石造りの教会に建て直された。ここには現在、1816年から1817年に建設された福音主義教区教会である聖マルガレータ教会が建っている。中世の教会は村の中心であったため、教会の周囲をリング状に取り囲む道路配置が現在も明らかに見て取れる。
キールスペは、政治的には中世から近世にかけてマルク伯領に属していた。レンザールは、初めはベルク伯の勢力下にあったが、1367年に同じくマルク伯領となった。この領邦の宗教改革に伴い、キールスペの住民も1574年にプロテスタントに改宗した。中世後期には、「ティングスリンデ」と呼ばれるフェーメ裁判の法廷が置かれた。レンザールには1565年から1753年まで独自の裁判所があった。
中世からすでに鉄加工が経済的に重要であった。現在の市域内に一連の製鉄施設が存在した。この産業は、元々は地元で産出する物品に基盤を置いていた。近年、ユーバッハ川沿いの製鉄所の考古学調査がなされた。これらが採掘された後、必要な銑鉄はジーガーラントから移入された。「鉄街道」という名称は、この歴史を物語っている。
レンザール地区は、火薬工場によって大きな経済的発展を遂げた。現在も何棟か遺っている邸宅がこれを物語っている。レンザールの狩猟用火薬「ディアナ」は有名である。
キールスペとレンザールを1つのアムトに統合し昇格させるという決定は、5年後に実施された。

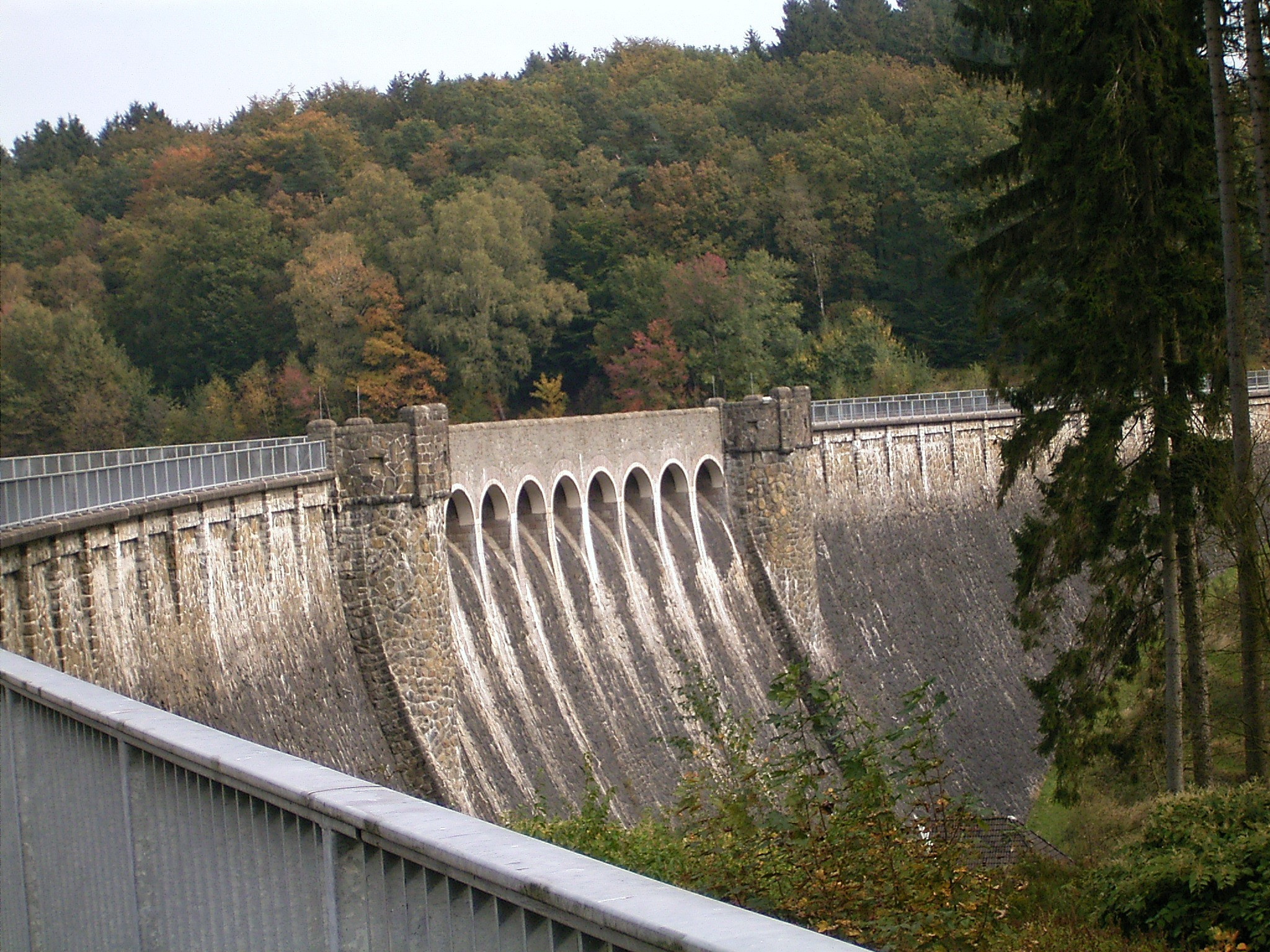
ケルスペタール堰

1908年にキールスペのアムト役場（後の市役所）が完成した。1913年には、4年の工期を経て完成した貯水量 1600万 m3 のケルスペタール堰の運用が開始された。
アムト・キールスペは1968年に将来的にキールスペ市となることを目指してアムトを解消した。早くも1969年にはノルトライン＝ヴェストファーレン州の地方小都市の基準を満たし、最初の基礎課程学校が設立された。市役場は、1986年にクニッピングねじ工場の旧本社棟に移転した。
2012年から、ハルヴァー、シャルクスミューレ、マイネルツハーゲンと共同で地域プロジェクト「オーベン・アン・デア・フォルメ」（フォルメ川上流域」に参加している。資金は大部分が連邦および州から提供されている。このプロジェクトは4市町村の中心部の価値向上を目的としている。フォルメタール鉄道の旅客運行を再開し、フォルメタール自転車道を設置することを目指している。また、芸術・文化軸となる「アート・フォルメタール」が発足した。キールスペでは、EUの水辺の環境指針に基づき、フォルメ川の再活性化が行われる。これによりフォルメ川の河床は再自然化されエコロジカルな価値は大きく向上することになる。

### 市町村合併
本市の現在の市域は、特に1969年1月1日のアルテナ郡と郡独立市リューデンシャイトの新設に伴い成立した。これにより、アムト・キールスペの2つの自治体であったキールスペとレンザールとが合併し、これに廃止された自治体リューデンシャイト＝ラントの一部が加わった。こうして成立した町に、同時に都市権が授けられた。1975年1月1日に軽微な変更がなされた。マリエンハイデのキールスペに属していた部分が分離され、クリュッペルベルク（オーバーベルギッシャー郡）の一部が合併した編入された。

### 人口推移

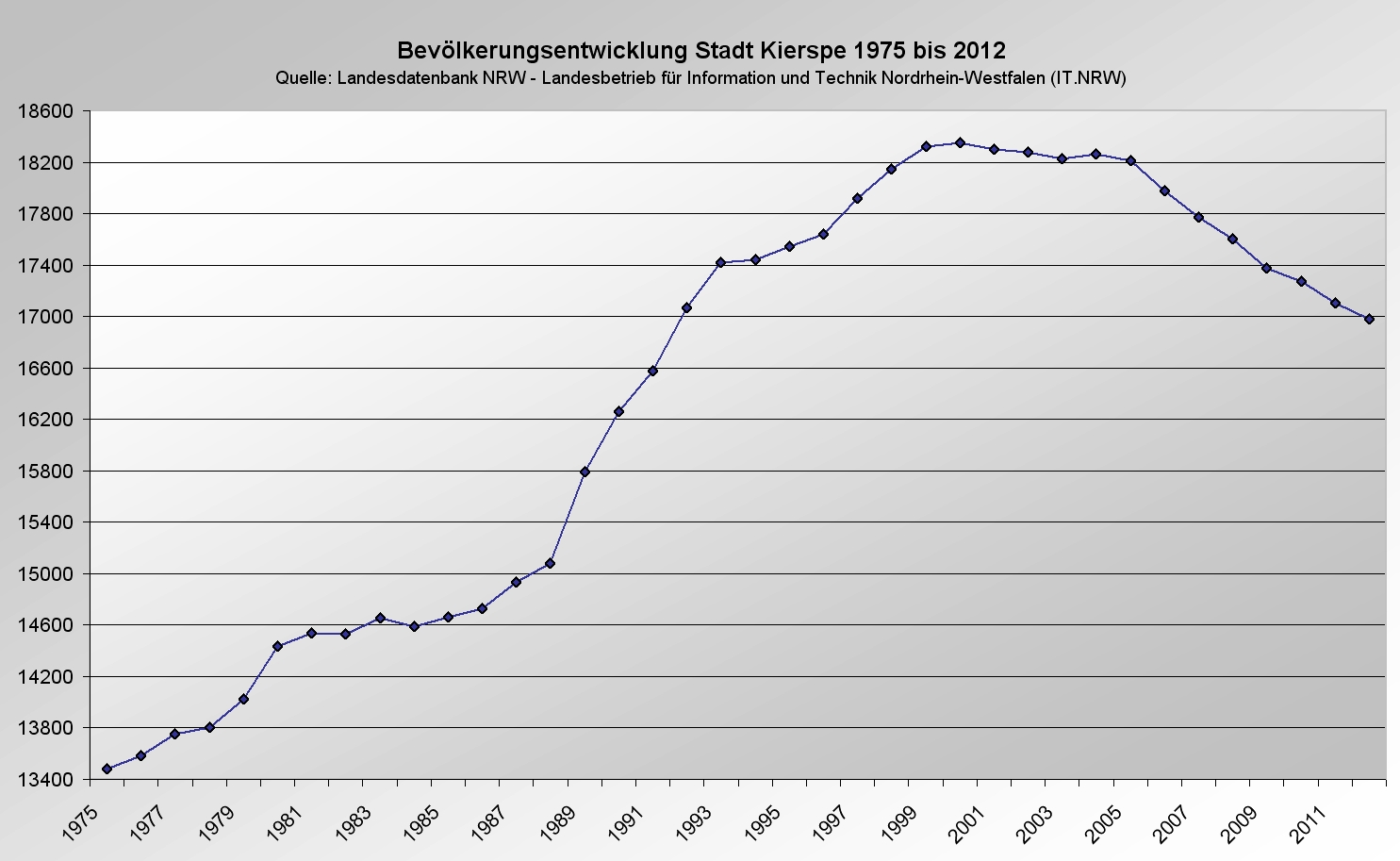
1975年から2012年のキールスペの人口推移

## 住民

### 宗教統計
2011年の住民調査では、住民の 41.4 % が福音主義信者、19.4 %（3,179人）がカトリック信者、39.2 % が他の宗教の信者または無宗教者であった。これ以後カトリック信者の数は減少した。2019年12月31日現在の統計では、16,119人のキールスペ住民のうち 18.0 %（2,909人）がカトリック信者であった。主にドイツ系ロシア人の移住者によりバプテスト組織が信仰されている。

## 行政

### 市議会
キールスペの市議会は、36議席で構成されている。1975年から1994年までは SPD が最大勢力であったが、それ以後は CDU が最大勢力となっている。

### 首長
- 1999年 - 2004年　ヨアヒム・ティンペ (CDU)
- 2004年 - 　フランク・エムデ（無所属）

### 紋章
キールスペ市の紋章はアムト・キールスペの紋章を引き継いでいる。
マルク伯の赤-白の市松模様の帯により金地と銀地に上下二分割。上部には右（向かって左）に歩む黒いカラス（「ラウク」）。下部には青い歯と爪で威嚇するベルク公の赤い獅子。
この紋章は、本市を構成する旧アムトの2つの町のシンボルを組み合わせたものである。レンザールの紋章には、上部はレンザールの教会の守護聖人である聖ゼルヴァーティウス、横帯の下には獅子が描かれていた。これに対してキールスペの紋章は、下部には何も描かれず上部にカラスまたは「ラウク」が描かれていた。「ラウク」はこの街のシンボルで、18世紀に青いスモックを着た若い新兵が検査の際にこのカラスの鳴き声の真似をしたことに由来する。この音は戦闘開始の合図でもあった。
これらの紋章はオットー・フップによってデザインされた。キールスペとレンザールの紋章は1935年10月17日に、アムトの紋章は1936年8月20日に、市の紋章としては1969年7月29日に認可された。

### 姉妹都市
キールスペは以下の都市と姉妹都市関係にある
- モンティニー＝ル＝ブルトンヌー（フランス、イヴリーヌ県）1988年
  - この姉妹都市関係は、キールスペ総合学校とモンティニー＝ル＝ブルトンヌーのカレッジとの間の長年にわたる交換留学から生まれた。
- デントン（英語版）（イギリス、グレーター・マンチェスター）2012年

## 文化と見所

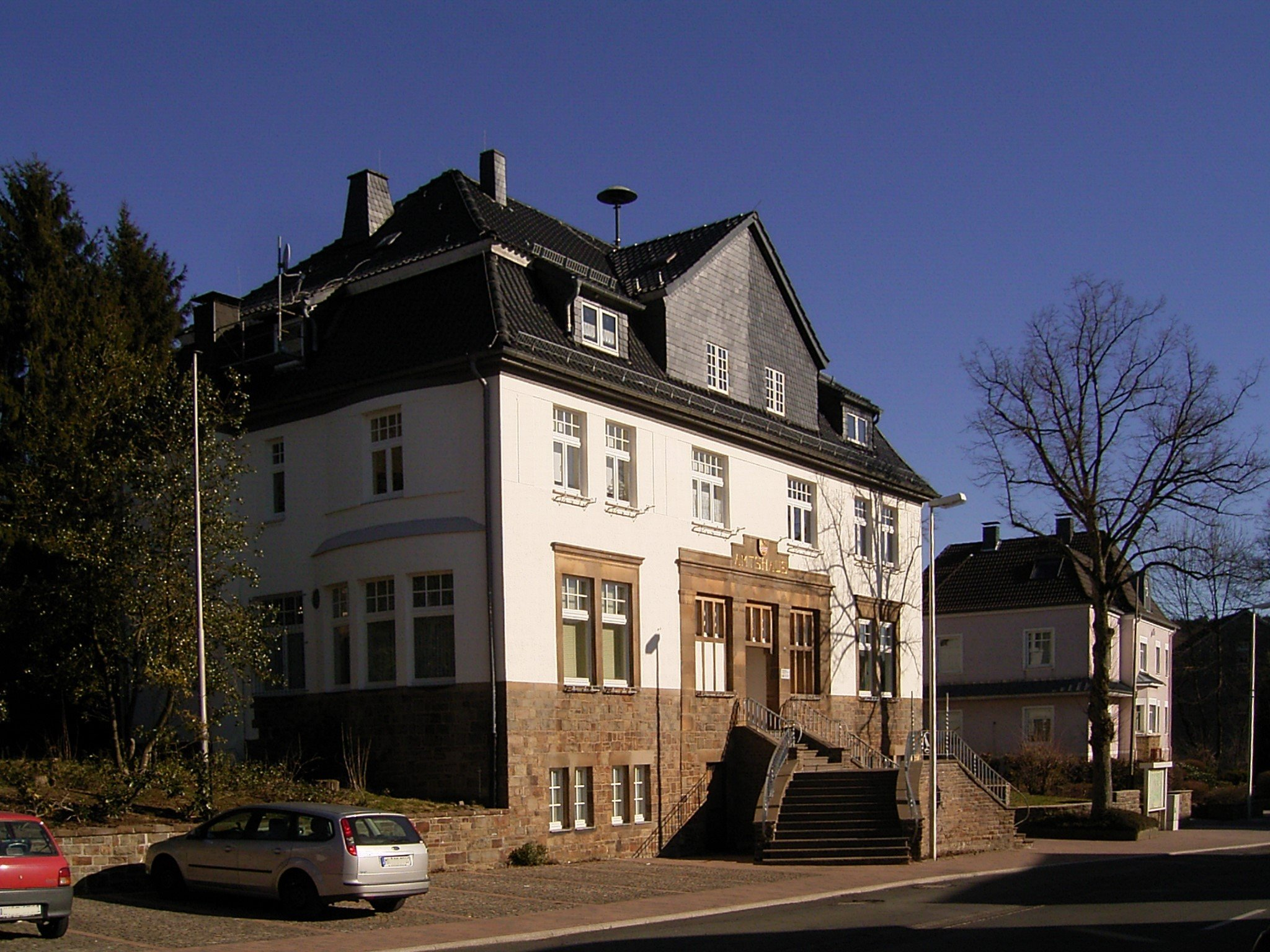
ベークライト博物館

キールスペには小さな劇場がある。文化イベントには、収容人数400人のキールスペ総合学校教育センターが用いられている。この他のイベント会場としては、約120人を収容できるキールスペ＝レンザールの旧蒸留所がある。キールスペや隣のマイネルツハーゲンの文化イベントは、コミュニケーションおよび文化協会 (KUK) が推進している。

### 博物館
キールスペの古いアムトハウスにはドイツで最初のベークライト博物館がある。工芸博物館シュライパー・ハンマーには、たとえばエッグスタンド、シガレットケース、漏斗、ベークライトの置き台といったベークライト製品や、1930年頃の合成樹脂製品製造初期のオリジナルの機械が展示されている。シュライパー・ハンマーでは、古い鍛冶に関する展示も行われている。特に「アフリカシュパーテン」の製造が紹介されている。フリッツ＝レンデ博物館は、郷土の詩人フリッツ・リンデの生涯をその旧居に展示している。個人が運営するメルキッシャー錫人形キャビネットでは、約15,000体の錫人形、50場面のジオラマを見ることができる。この博物館は1997年まではリューデンシャイト旧市街にあった。

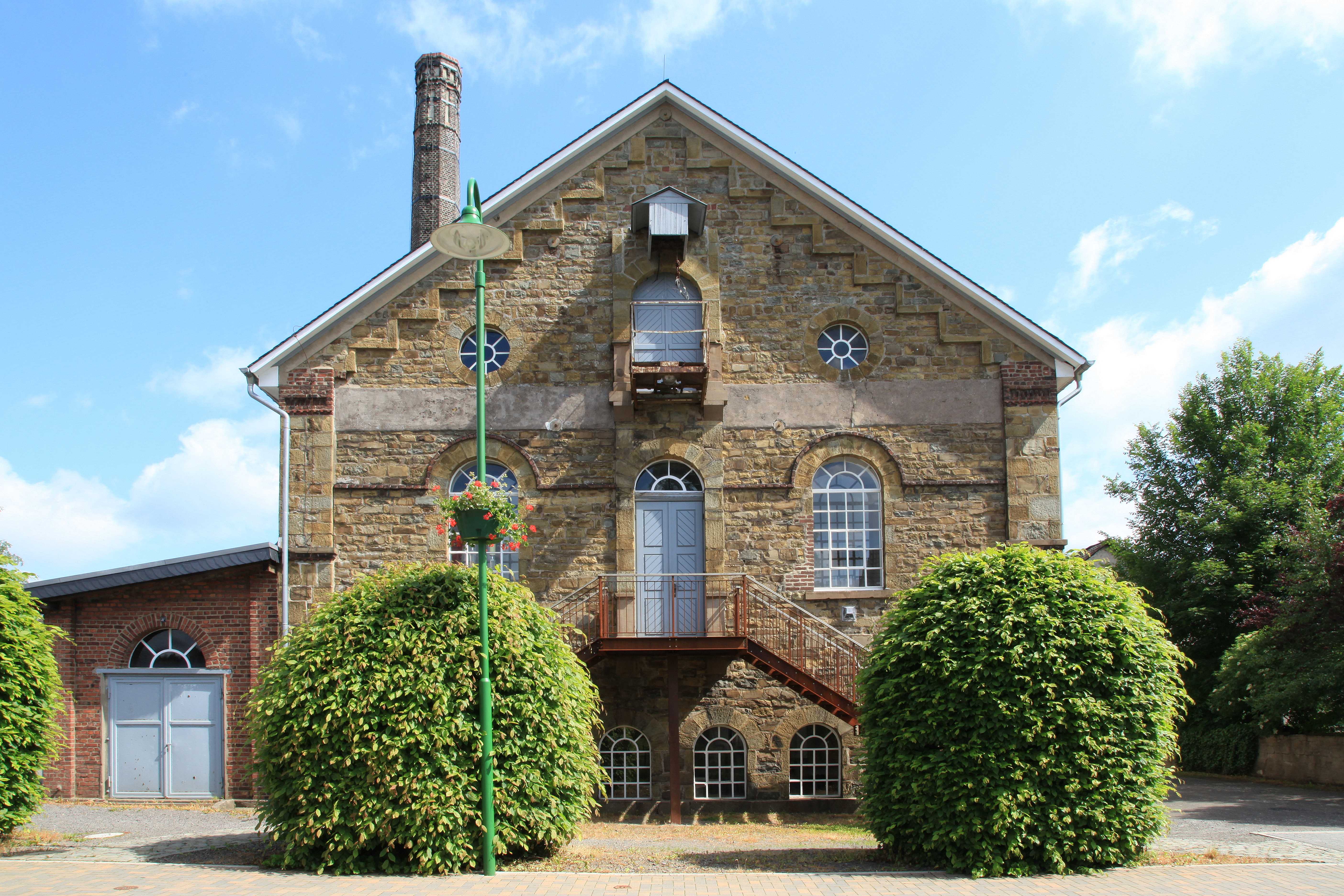
旧蒸留所
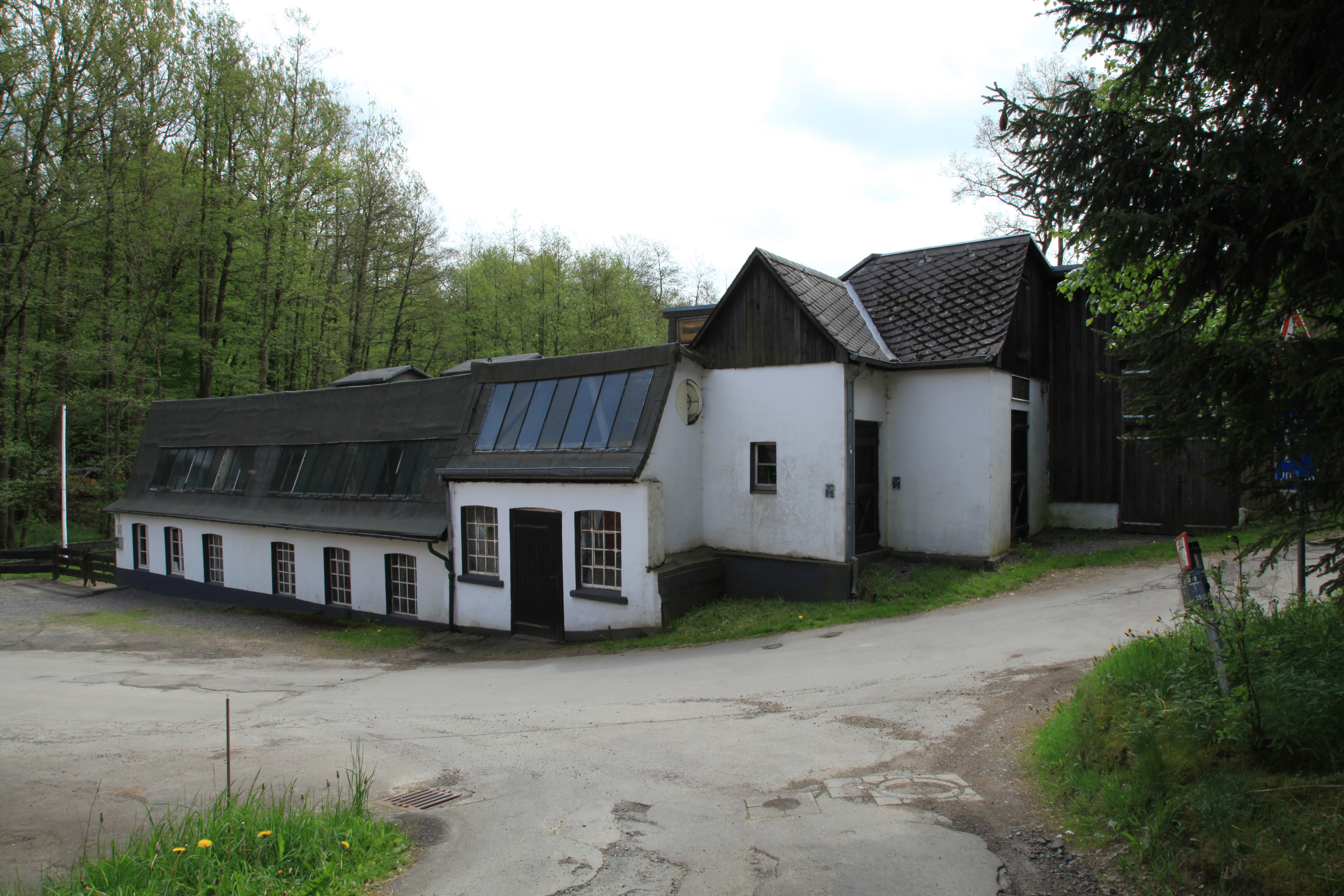
シュライパー・ハンマーの外観
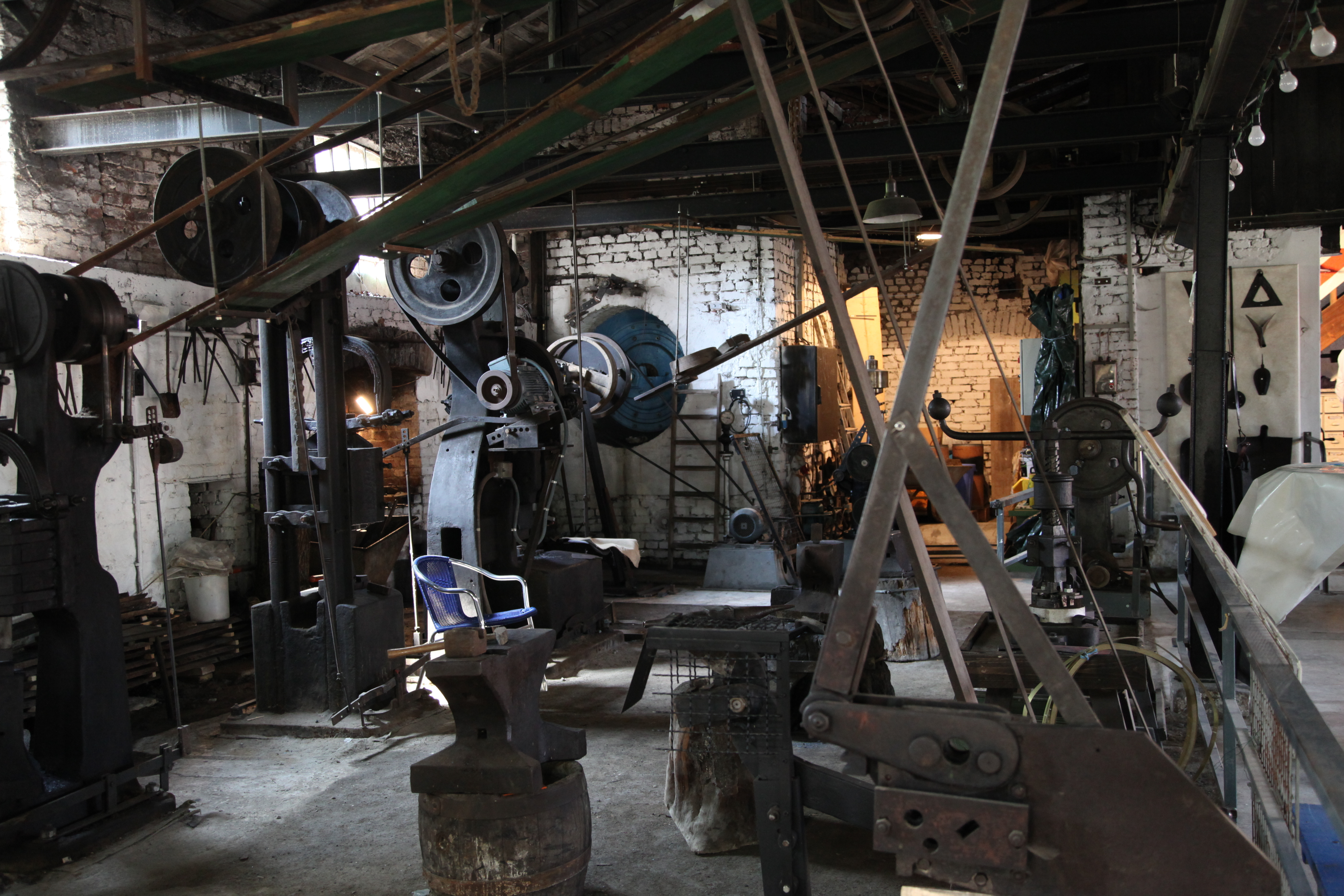
シュライパー・ハンマーの内部
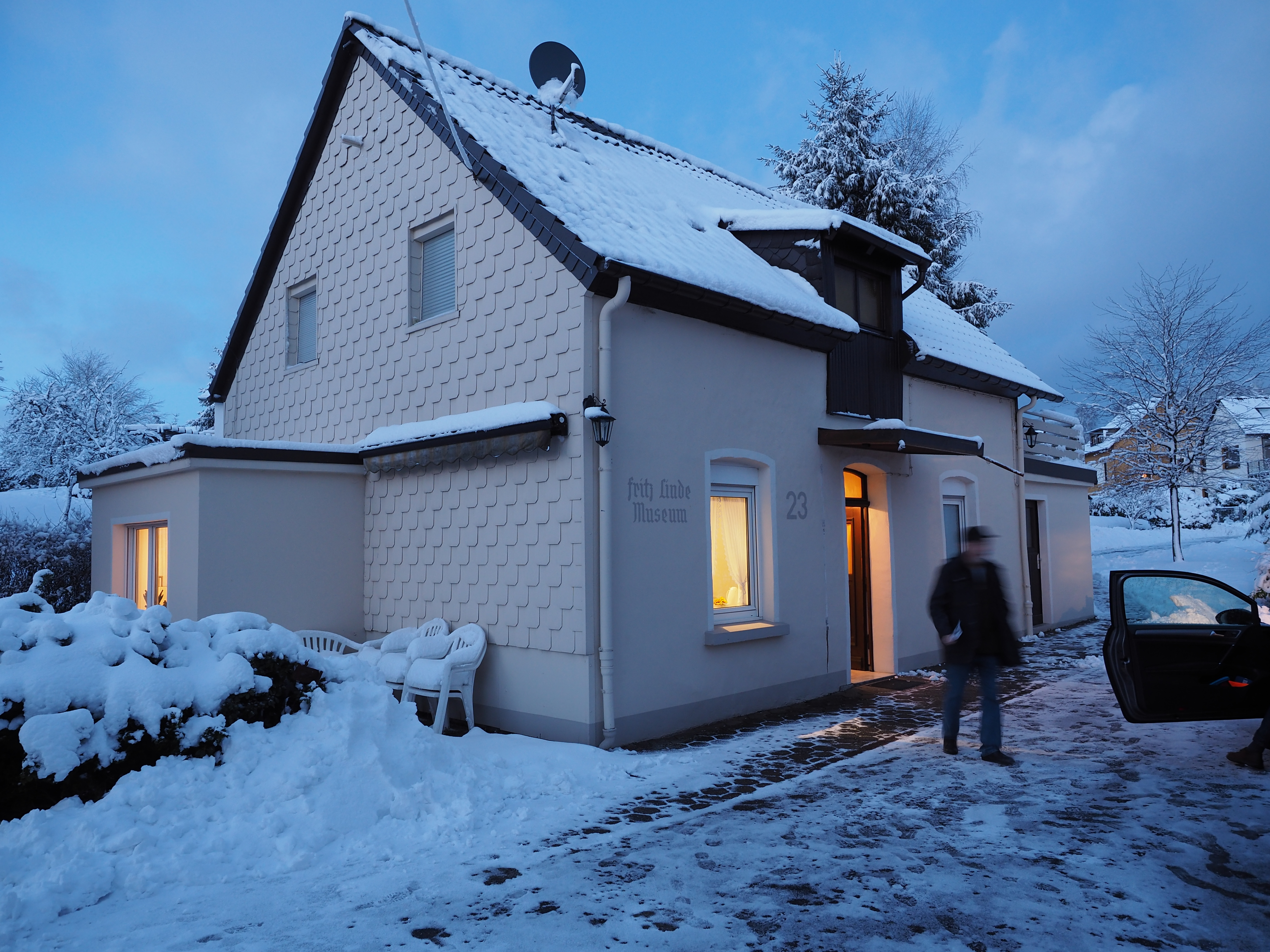
フリッツ・リンデ博物館

### 音楽
キールスペ音楽共同体には、シュタットカペレ、ビッグバンド「スウィングサウンド」、ジュニア・ビッグバンド「High-Vol(u)me」、ジュニアオーケストラ「ワイルド・ジェネレーション・キッズ (WGK)」、アコーディオンオーケストラが加盟している。この他に、消防音楽隊、自由福音主義教会のブレーザーコール、ブレーザーコルプス・ヘーゲリング・レンザール、ブレーザークライス・レンザールが演奏を行っている。

### 建築

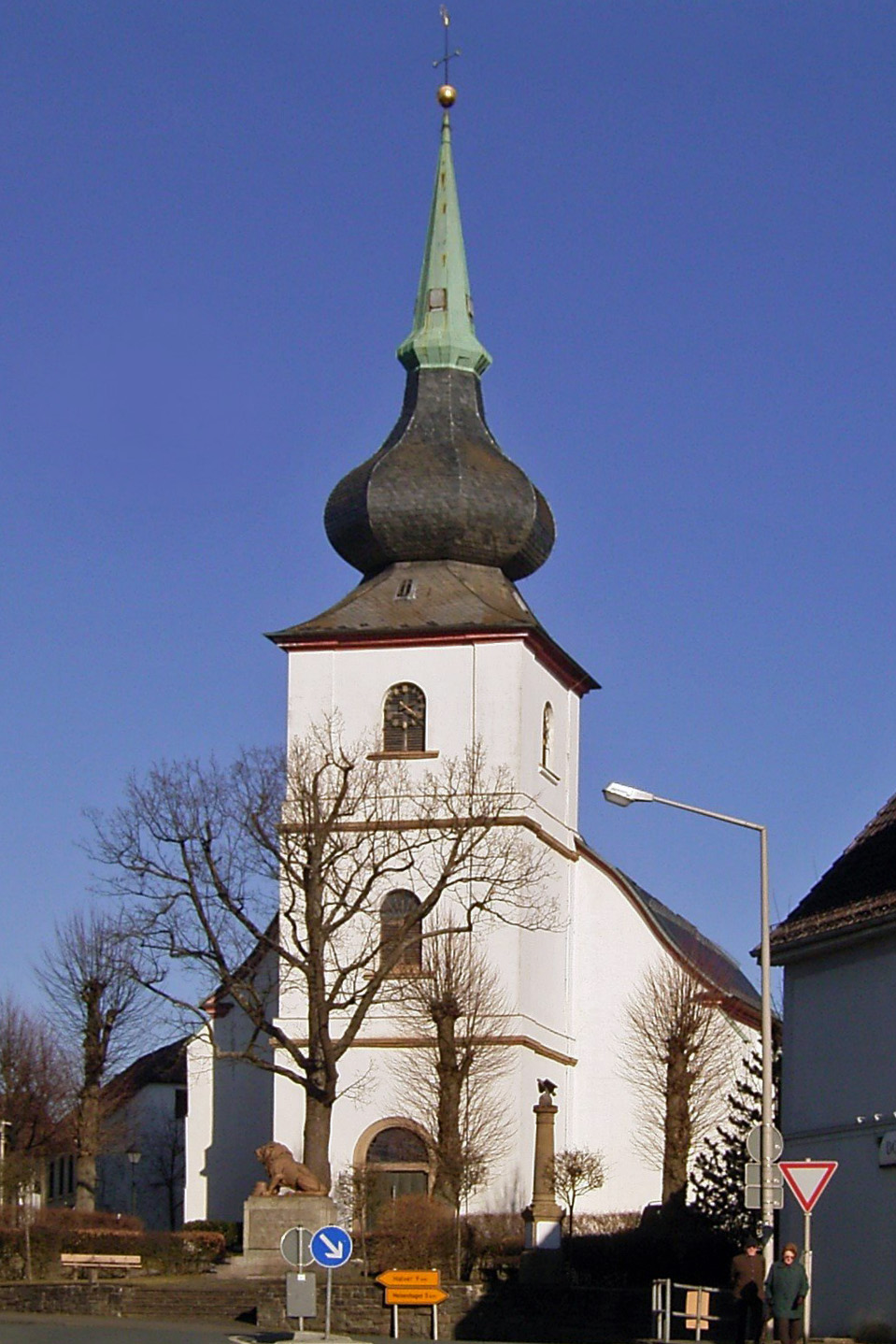
マルガレーテン教会

キールスペのとても古い建物の1つがラーデ領主館である。この館は991年に初めて記録されている。その後この屋敷は何世紀もの間に様々な貴族家に質入れされ、ホルツブリンク家の所有となった。1916年からはシュヴィーツケ家がこの屋敷に住んでおり、一般に立ち入ることはできない。1250年から1450年まで家の高台で製鉄が営まれていた。
マルガレーテン教会は、12世紀にまで遡るキールスペで最も古い教会で、やがて福音主義の教区教会となった。ボンネット型の屋根を戴く塔を有する現在の建物は、19世紀前半に建設された。2番目に古い教会が現在のゼルヴァーティウス教会である。この教会はロマネスク時代後期に建設された。1766年に身廊が焼失し、バロック様式で再建された。1959年から1961年にゴットフリート・ベームがモダンなカトリック教会聖ヨーゼフ教会を建設した。福音主義クリストゥス教会は1952年に、特に工業が盛んだったバーンホーフ地区に建設された。バーンホーフ地区には自由福音主義教会のホールもある。レンザール地区には聖エンゲルベルト教会がある。
この他の重要な建築としては、旧アムトハウス、1784年に初期古典主義様式で建設されたライデマイスターハウス・フォスヴィンケルがある。かつてギャラリーとなっていたイーゼンブルク邸は、2009年から住居として利用されている。
工業あるいは工芸に利用された建築物には、1853年に建設された建物である歴史的なレンザール蒸留所（マイネルツハーゲンのクルークマン蒸留所を移築）、古い養魚池を有するレンザールの搾油水車、シュライパー・ハンマー（鍛造所）、ラーデ館の近くにツヴァングスミューレとして建設された穀物水車（ラーダー水車）がある。
市庁舎前の「シュパーテンブルネン」を制作した芸術家ヴァルデマール・ヴィーンがデザインしたラウクブルネンはマルガレーテン教会の近くにある。キールスペの紋章動物であるカラス（古語で「ラウク」）が泉にデザインされている。
ヴィーンハーゲン（海抜 479 m）の山上に、第一次世界大戦の戦没者を追悼する高さ 16 m のヴィーンハーゲナー展望塔が1929年に建設された。

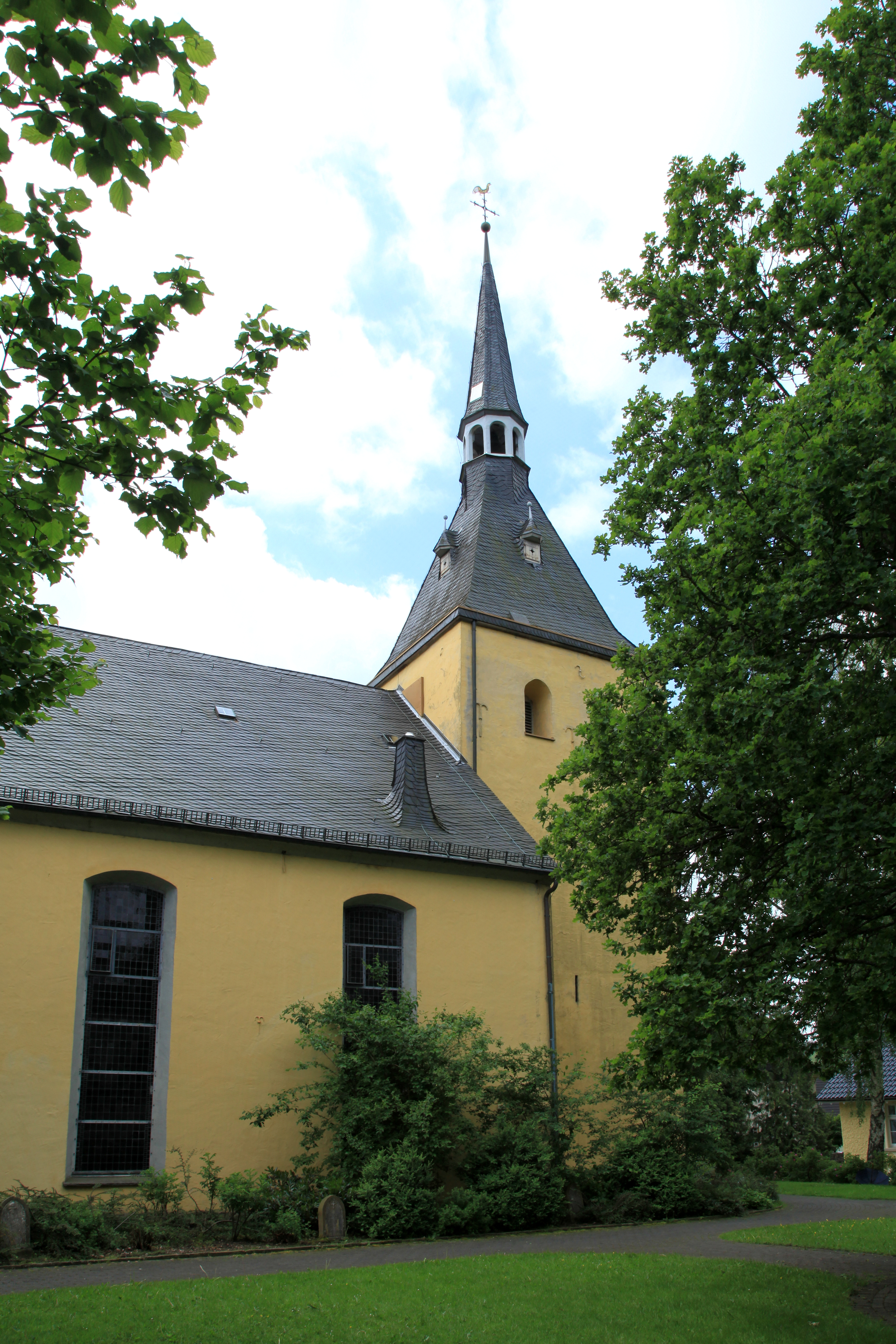
聖ゼルヴァティウス教会
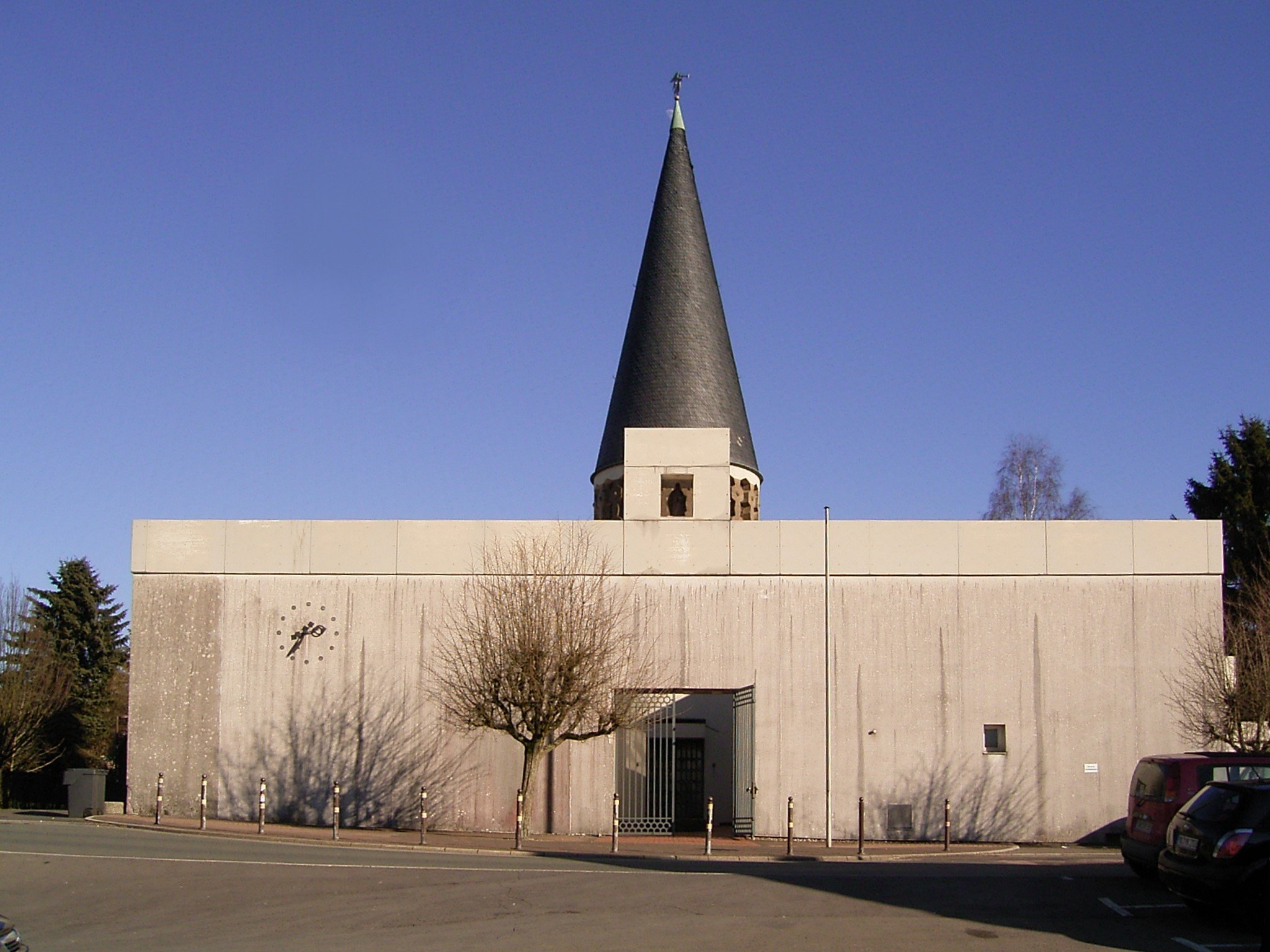
聖ヨーゼフ教会
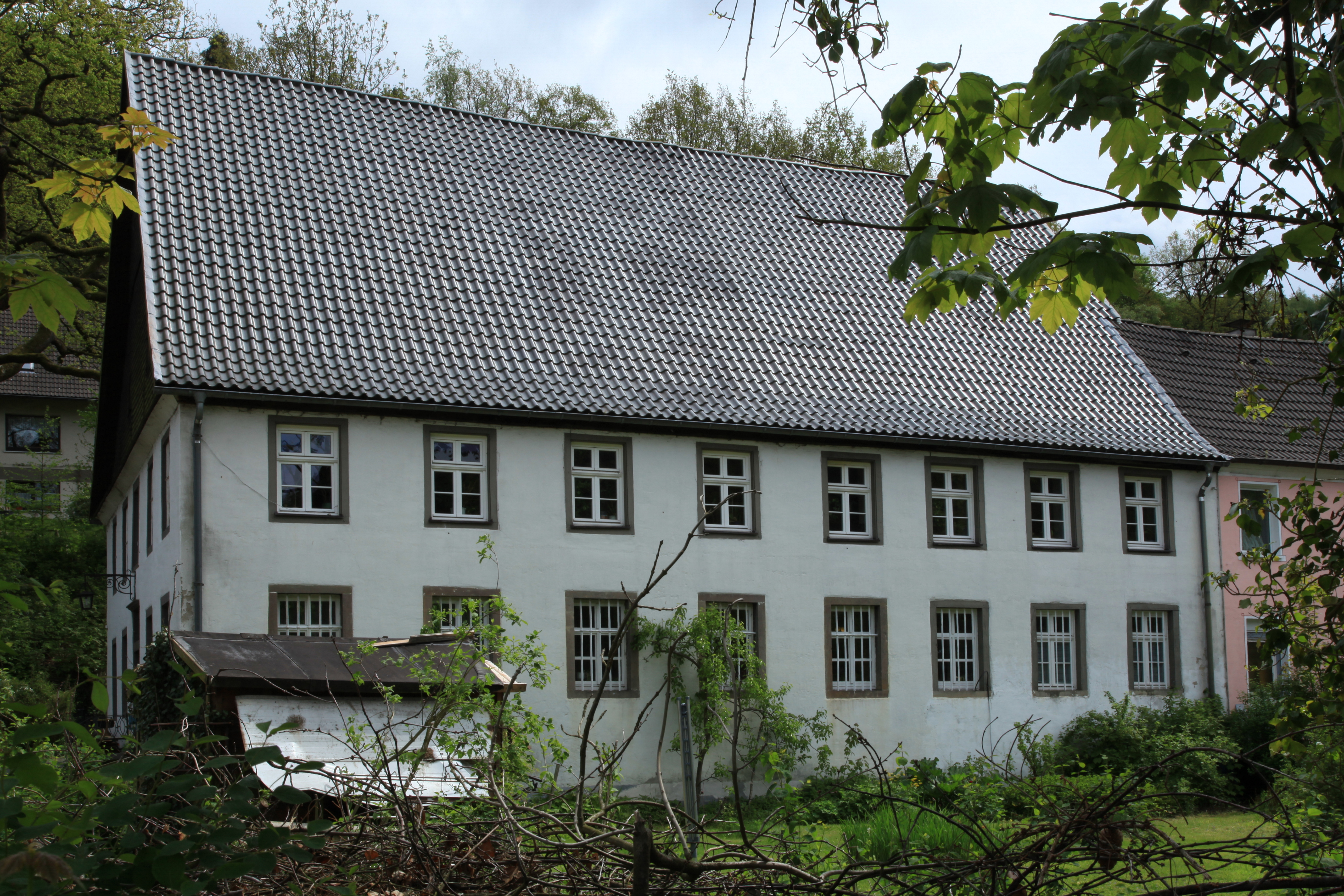
ライデマイスターハウス・フォスヴィンケル
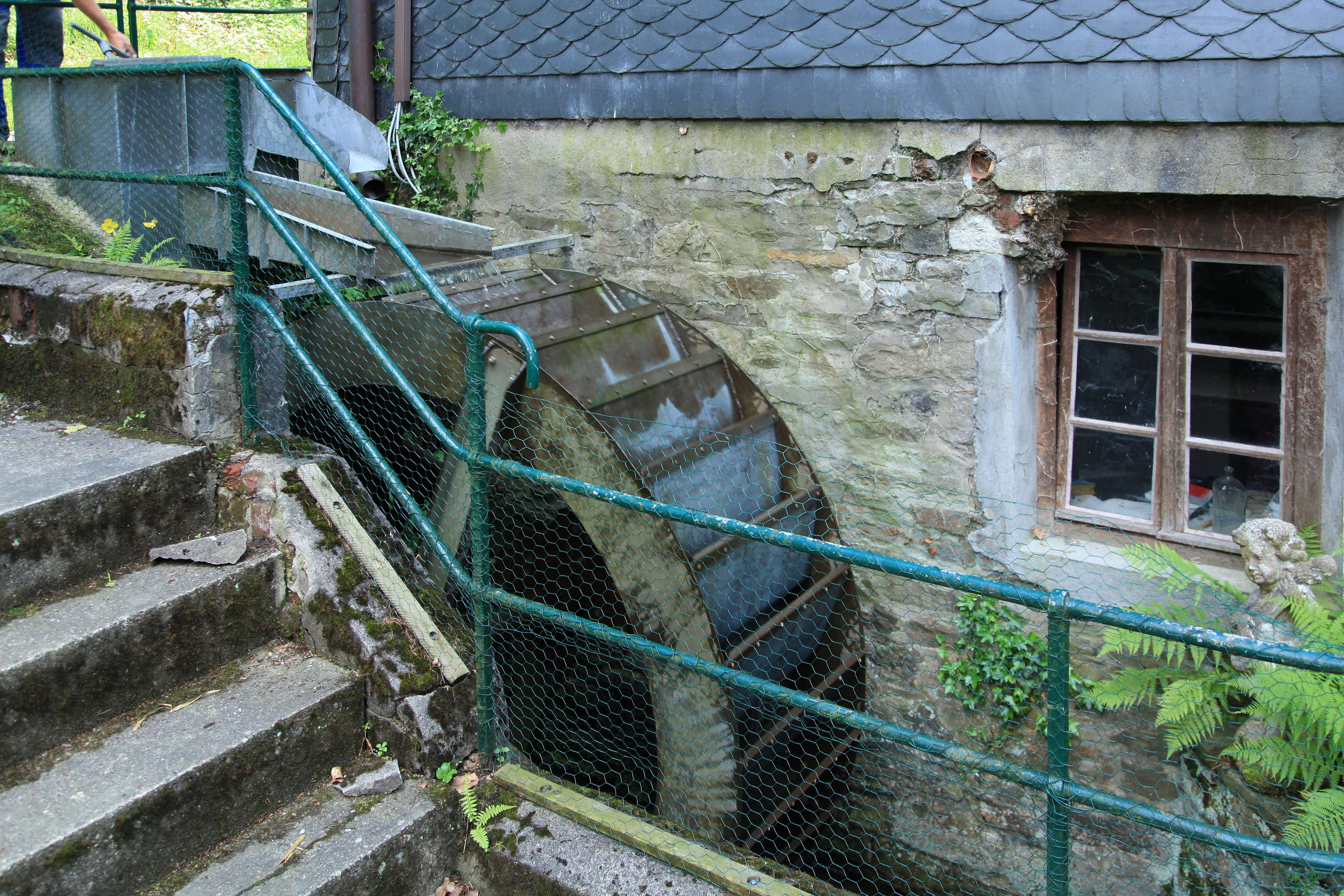
レンザールの搾油水車
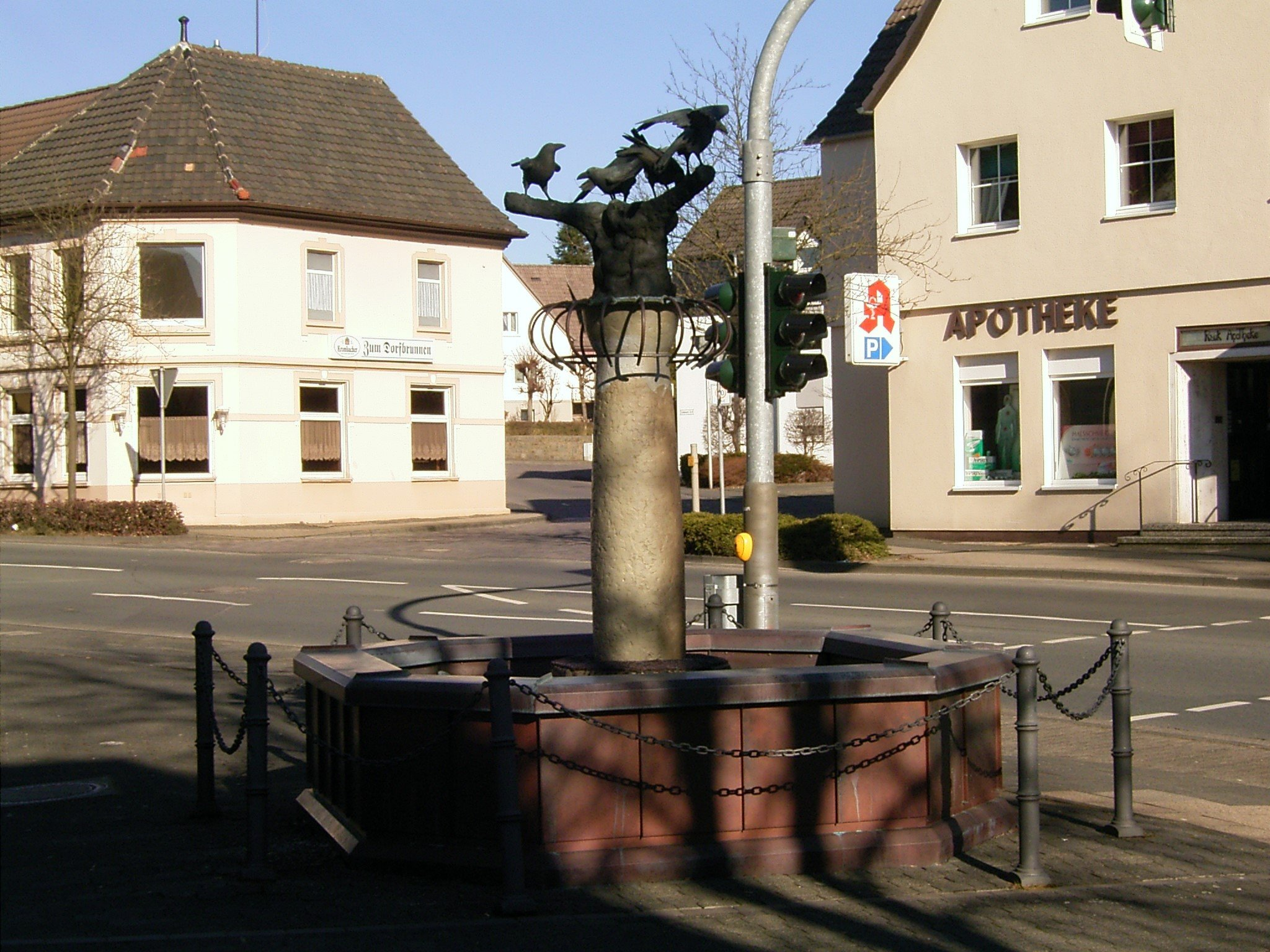
ラウクブルネン

### 公園と緑地
一般の立ち入りが禁止されているラーデ館の庭園の他に、キールスペにはキールスペ＝ドルフのターラー・タイヒ緑地がある。キールスペ市とノルトライン＝ヴェストファーレン州の資金援助で建設された「フォルメ＝レジャーパーク」が駅の近くにオープンした。

### 自然保護区
2003年12月30日からキールスペの市域に風致プランが適用されている。住宅地となっている集落地域や建設計画の適用地域以外の場所は、たとえば自然保護区 (NSG) などのより高度の保護地域に指定されていない限り、景観保護区に指定されている。
2か所に分かれたブルーフヴェルダー・ヴェステは、欧州保護指令 (FFH-地域) に登録されている。市内には、0.68 ha から 56.88 ha まで様々な広さの自然保護地区が合わせて 24か所あり、その総面積は 246.41 ha である。ヴィーンハーゲン自然保護区は、FFH-地域のブルーフヴェルダー・ヴェステと同じ場所である。自然保護区のうち、15か所が川辺の草地、6か所が森、2か所が緑地、1か所がハイデである。
市内には 32件の自然文化財が存在する。このうち 27件は古木あるいは古木群であるが、4件は合計面積 0.64 ha の旧採石場である。自然文化財にはティングスリンデも含まれている。この古い裁判の木は、中世にはアムステルダムとフランクフルトとを結ぶ重要な街道沿いに位置しており、遠くからも見ることができた。カイザー＝ヴィルヘルム＝リンデはティングスリンデの真向かいに立っており、やや高い。名前の由来は、帝政ドイツの建国を記念したものである。ヒュロッホ洞窟はアルナイ山の洞窟で、入り口は閉鎖されていたが、再び開放された。地元の伝承によれば、ヒュロッホには小さなエルフのような者「シャンホレン」が住んでおり、夜になると現れると言われている。早くも1798年に J.C.F.ベーレンスがヒュルロッホについて報告している。彼は、三十年戦争の時代にヒュルロッホがキールスペの住民の避難所となったというキールスペの老人の「言い伝え」も記述している。2008年にヒュロッホでは、調査および発掘のために一部で大きな工事が始まった。2010年に洞窟への入り口が開かれた。
市内には32の小さな風致保護対象物がある。さらに数多くの小さな法的保護を受けているビオトープがあるが、これらは同時に他の保護カテゴリーにも登録されている。
市の全域が2015年からザウアーラント＝ロタール山地自然公園の一部となっている。1964年から2015年までは、全域がエッベ山地自然公園の一部であった。その大部分は、この自然公園が制定された1964年からすでに風致保護地区に指定されていた。風致保護計画地域には2つのタイプの風致保護地区がある。キールスペ風致保護地区 Typ A が 5,717.63 ha、Typ B が 312.91 ha である。Typ A は一般的な風致保護区で、Typ B 特別風致保護区である。風致保護区 Typ A では、建築や新たな植林、クリスマスツリーの栽培が禁止されている。風致保護区 Typ B ではこれに加えて緑地や休閑地の転用が禁じられている。Typ A がその計画地域に他の保護地域や住宅地区を含んだひとかたまりの地域であるのに対して、Typ B は多くの部分地域からなっている。
キールスペには、ナベコウやアカトビといった大型鳥類が、他の鳥類とともに飛来する。

### 遊歩道と自転車道
- A7 レンザール - ヴィーエンハーゲナー展望塔 - ベニングハウゼン - カールスブーヒェ - レンザール（周回コース、12.5 km）[33]
- ラウクヴェーク（標識は白地に黒いカラス「ラウク」）キールスペ - リンゲーゼ - ヴィーエンハーゲナー展望塔 - エルプリングハウゼン - フリッツ＝リンデ＝シュタイン - ティングスリンデ - キールスペ（周回コース、24.5 km）[34]
- X9 ライン＝ルール遊歩道 ドルトムント - キールスペ - ケーニヒスヴィンター (168 km)[35]

### スポーツ
市内には、体育館、スポーツグラウンド、テニスコート、3つの射撃場がある。さらにゴルフ場、フットゴルフ場、サッカー場、モトボール場、インラインスケートコース、乗馬場でスポーツを楽しむことができる。
古くからのスポーツクラブとしては、TSVキールスペ（1879年）、キールスペ射撃クラブ（1899年）、アルゲマイネ射撃クラブ・キールススペ（1924年）、レントリヘ乗馬・騎馬クラブ・キールスペ（1926年）、アーチェリークラブ・ディアナ・ヘーファーホーフ（1930年）、モトボールクラブ MSF トルネード・キールスペ（1959年）がある。
モトボール・ブンデスリーガに所属する2つのクラブ、MBC キールスペと MSF トルネード・キールスペは、モトバルアレーナ・キールスペをホームグラウンドとしている。

### 年中行事
コンサートや祝典以外にキールスペでは射撃祭とアドヴェント＝クリスマスマーケットが定期的に開催されている。2年に1度偶数年の9月第2日曜日にシュタットフェスト（市祭）が開催される。奇数年にはシャンホレン祭が行われる。水車の日には、シュライパー水車とラーダー水車が公開される。

## 経済と社会資本
中小企業がこの街の経済を形成している。2017年6月30日現在、キールスペには社会保険支払い義務のある就労者が 4,738人働いている。この就労者の多く (47.5 %) が、主にゴムおよび合成樹脂製品や金属製品の製造業に従事している。商業、接客業、交通・流通業といった職種の就労者は合計 10.8 % である。41.3 % はその他のサービス業に就いている。農林水産業に従事しているのはわずか 0.3 % である。
商工業業者は、市によって開発された産業地区ヴィルデンクーレン I および II、キールスパーハーゲン、ハンマーヴィーゼンにある。この他の産業地区としては、マイネルツハーゲンとキールスペが共同で開発したグリューンヴァルト産業地区がある。

### 交通

#### 道路
連邦道 B237号線がレムシャイト＝ベルギッシュ・ボルンからヴィッパーフュルトおよびレンザール地区を経由してキールスペ＝バーンホーフに通じている。この道はかつて、レンザール地区を経由してマイネルツハーゲンにつながっていた。B54号線は、北のリューデンシャイト＝ブリュッゲから南のマイネルツハーゲンへ、ラーダーミューレ、ボルヴェルク、フォルメ、グリューネンバウム、バーンホーフといった集落を通っている。マイネルツハーゲンから来る州道 L528号線はドルフ地区を通り、ハルヴァー方面に向かう。

#### バスおよび航空
バス交通は主に、メルきっしゃ交通協会 (MVG)、ルール＝リッペ交通共同体のルール＝ジーク・バス交通によって運行されている。10本のバス路線がキールスペとマイネルツハーゲン、リューデンシャイト、ハーゲン、レンザール、オールとを結んでいる。さらに、主にスクールバスとして運行されている路線や市民バスがある。
ビジネス用航空交通は、マイネルツハーゲン飛行場を利用することができる。

#### 鉄道
キールスペは鉄道ハーゲン - ディーリングハウゼン線の沿線に位置している。マリエンハイデとブリュッゲとの間の旅客運行は1986年に廃止されたが、その後様々な再開要求がなされ、2017年12月に2時間間隔での旅客運行再開が実現した。ただしキールスペは停車することなく通過した。マイネルツハーゲン - クルンメネルラー採石場間の貨物列車はフォルメタール鉄道を利用してキールスペを通って北に向かって運行している。2019年7月から12月にキールスペ駅は改築され、島式のプラットホームを持つ2路線の駅に拡張された。2019年12月にこの駅は営業を再開し、1時間ごとに旅客列車が発着する。

### メディア
キールスペの日刊紙は、マイネルハーゲナー・ツァイトゥングである。ローカルラジオは、ラジオ MK が 100.2 MHz（アンテナ放送）および 103.25（ケーブルラジオ）で本市向けの放送を行っている。

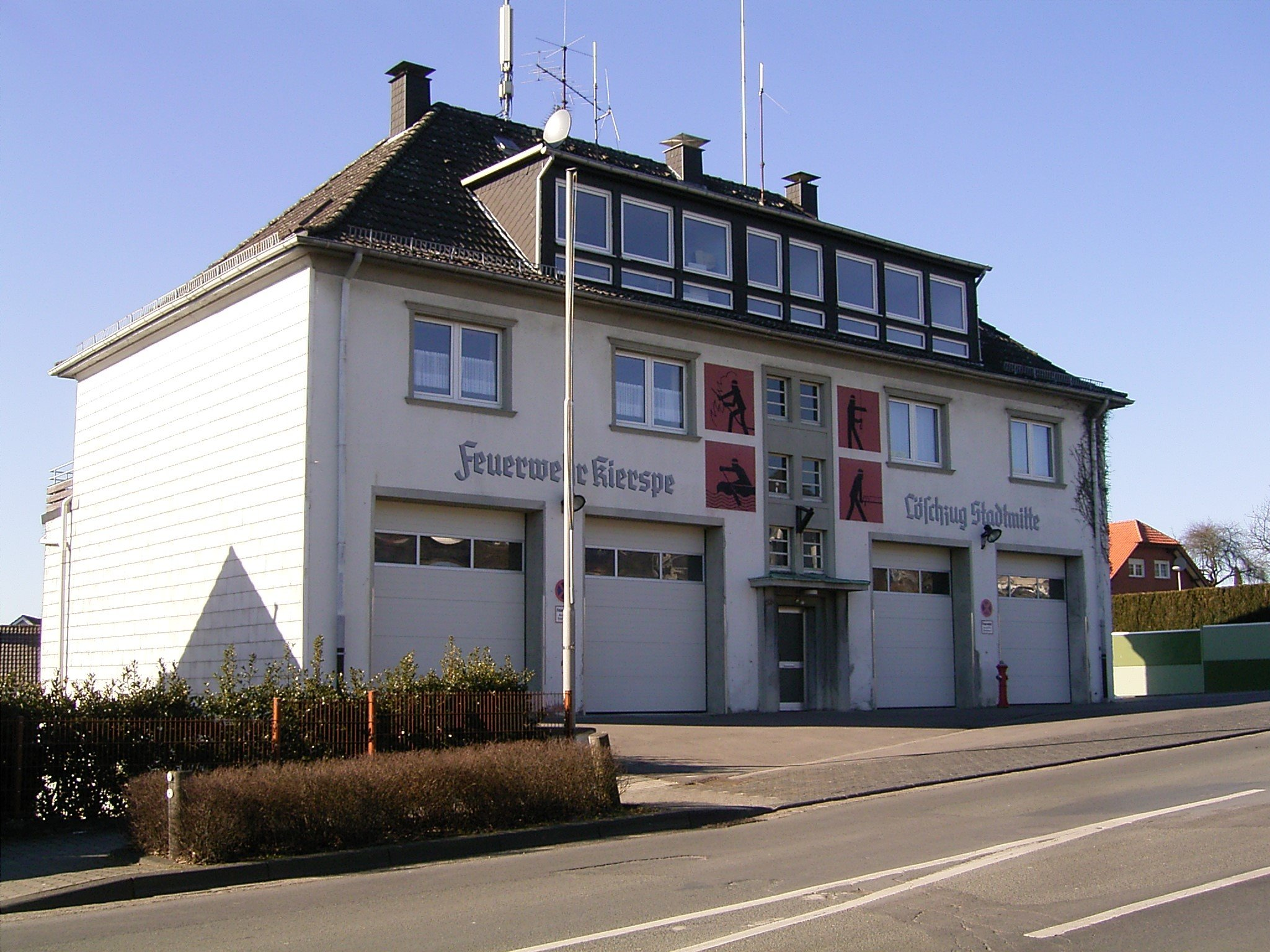
キールスペ消防署

### 公共施設
屋内プール「ロイケピュット」、市立図書館、市立音楽学校が総合学校に組み込まれている。市立図書館はレンザールの旧郵便局内に分館を有している。キールスペとレンザールには青年センターが設けられている。
街の消防は、ヴェーエシュトラッセ/ヘッキングハウゼン、シュタットミッテ、レンザール、フォルメ/ノイエンハウスの各消防隊からなる。ノイハウス消防隊は1835年に創設された。これはドイツの役所として最初に創られた消防隊である。

### 教育
キールスペには、ビスマルクシューレ（分校ゼルヴァーティウスシューレを有する）とペスタロッツィシューレ（分校シャンホレンシューレを有する）の2校の市立基礎課程学校がある。
フライエ・シューレ・キールスペは、独自の教育課程による州認可私立学校である。
キールスペ市立総合学校 (GSKI) は、1968年/69年にノルトライン＝ヴェストファーレン州で最初の総合学校として創立された。この学校は、地元の文化振興のために、戦後の最も重要なプロジェクトとみなされていた。
フォルメタール市民大学は、キールスペに分校とオフィスを有している。

## 人物

### 出身者
- ロガー・シュミット（1967年 - ）サッカー選手、監督

### ゆかりの人物
- グンター・プロイガー（ドイツ語版、英語版）（1941年 - ）外交官。レンザール地区で育った。

## 参考図書
- Fritz Linde (1928). Dürch Hien un Strüke. Gedichte und Geschichten
- Karl Friedrich Bühren (2002). Album eines Sauerland-Dorfes: Tausend Jahre Beckinghausen. Köln: Seltmann und Hein. ISBN 978-3-934687-11-0
- Karl Friedrich Bühren (2006). Pulver, Höhlen, Geisterstädte. Kierspe
- Reinhard Distel; Hans Ludwig Knau. 3 Hypothekenbücher. Heimatverein
- Ulrich Finke (2002). Kierspe. Erfurt: Sutton Verlag. ISBN 978-3-89702-485-4

### 訳注
1. ↑  英語で音量を意味する Volume とキールスペを流れる川の名前 Volme とをかけた名称
2. ↑  その下で民会や裁判が行われたセイヨウボダイジュの木